# Dinu Pescariu
Dinu-Mihai Pescariu (Bucarest, 12 aprile 1974) è un ex tennista rumeno.

## Carriera
Ottenne il suo best ranking in singolare l'8 giugno 1998 con la 75ª posizione, mentre nel doppio divenne il 13 ottobre 1997, il 114º del ranking ATP.
Vinse in carriera un unico torneo del circuito ATP in doppio, su un totale di tre finali disputate; ciò avvenne nel 1997, nel Croatia Open Umag in coppia con l'italiano Davide Sanguinetti, sconfiggendo in finale la coppia formata dagli slovacchi Dominik Hrbatý e Karol Kučera con il punteggio di 7-6, 6-4. Vinse, inoltre, nove tornei del circuito ATP Challenger Series in singolare e quattro in doppio.
Fece parte della squadra rumena di Coppa Davis dal 1991 al 2000 con un bilancio complessivo di dieci vittorie e undici sconfitte.

## Statistiche

### Tornei ATP

#### Doppio

##### Vittorie (1)
| Legenda singolare                                    |
| Grande Slam (0)                                      |
| ATP World Tour Finals (0)                            |
| ATP Super 9 / ATP Masters Series (0)                 |
| ATP Championship Series / ATP International Gold (0) |
| ATP World Series / ATP International Series (1)      |

| Numero | Data           | Torneo                   | Superficie  | Compagno           | Avversari in finale         | Punteggio |
| 1.     | 21 luglio 1997 | Croatia Open Umag, Umago | Terra rossa | Davide Sanguinetti | Dominik Hrbatý Karol Kučera | 7-6, 6-4  |

##### Sconfitte in finale (2)
| Legenda singolare                                    |
| Grande Slam (0)                                      |
| ATP World Tour Finals (0)                            |
| ATP Super 9 / ATP Masters Series (0)                 |
| ATP Championship Series / ATP International Gold (0) |
| ATP World Series / ATP International Series (2)      |

| Numero | Data              | Torneo                           | Superficie  | Compagno      | Avversari in finale               | Punteggio |
| 1.     | 4 novembre 1996   | Movistar Open, Santiago del Cile | Terra rossa | Albert Portas | Gustavo Kuerten Fernando Meligeni | 4-6, 2-6  |
| 2.     | 14 settembre 1998 | Romanian Open, Bucarest          | Terra rossa | George Cosac  | Andrei Pavel Gabriel Trifu        | 6-7, 6-7  |

### Tornei minori

#### Singolare

##### Vittorie (9)
| Legenda tornei minori |
| Challenger (9)        |
| Futures (0)           |

| Numero | Data              | Torneo                                     | Superficie  | Avversario in finale | Punteggio     |
| 1.     | 12 giugno 1995    | Weiden Challenger, Weiden in der Oberpfalz | Terra rossa | Lars Burgsmüller     | 6-4, 6-2      |
| 2.     | 6 novembre 1995   | Beijing Challenger, Pechino                | Cemento     | João Cunha e Silva   | 3-6, 6-2, 6-3 |
| 3.     | 2 settembre 1996  | Brașov Challenger, Brașov                  | Terra rossa | Răzvan Sabău         | 4-6, 6-2, 6-3 |
| 4.     | 7 aprile 1997     | Tennis Napoli Cup, Napoli                  | Terra rossa | Oliver Gross         | 6-4, 6-2      |
| 5.     | 14 aprile 1997    | Split Challenger, Spalato                  | Terra rossa | Juan Antonio Marín   | 3-6, 6-2, 6-1 |
| 6.     | 1º luglio 1997    | Ulm Challenger, Ulma                       | Terra rossa | Stefan Koubek        | 7-5, 6-1      |
| 7.     | 1º settembre 1997 | Edinburgh Challenger, Edimburgo            | Terra verde | Andrea Gaudenzi      | 4-6, 7-5, 6-1 |
| 8.     | 4 maggio 1998     | BMW Ljubljana Open, Lubiana                | Terra rossa | Adrian Voinea        | 7-6, 2-6, 6-3 |
| 9.     | 8 settembre 1998  | Brașov Challenger, Brașov                  | Terra rossa | Thomas Larsen        | 6-3, 3-6, 6-2 |

#### Doppio

##### Vittorie (5)
| Legenda tornei minori |
| Challenger (4)        |
| Futures (1)           |

| Numero | Data             | Torneo                             | Superficie  | Compagno       | Avversari in finale           | Punteggio     |
| 1.     | 2 settembre 1996 | Brașov Challenger, Brașov          | Terra rossa | George Cosac   | Mariano Hood Martín Rodríguez | 7-6, 6-1      |
| 2.     | 14 aprile 1997   | Split Challenger, Spalato          | Terra rossa | Devin Bowen    | Trey Phillips David Roditi    | 7-6, 6-3      |
| 3.     | 17 agosto 1998   | S Tennis Masters Challenger, Graz  | Terra rossa | Albert Portas  | Lan Bale Nebojša Đorđević     | 6-3, 6-4      |
| 4.     | 1º giugno 1999   | Unicredit Czech Open, Prostějov    | Terra rossa | Eric Taino     | Devin Bowen Eyal Ran          | 6-3, 6-3      |
| 5.     | 16 giugno 2003   | McDonald's Tiriac Trophy, Bucarest | Terra rossa | Ionuț Moldovan | Andrei Mlendea Gabriel Moraru | 2-6, 6-4, 6-1 |